# 大崎公園 (さいたま市)
大崎公園（おおさきこうえん）は、埼玉県さいたま市緑区大字大崎字稲荷前地内に所在する公園（都市公園）である。

## 施設概要

### 施設説明
当公園は、見沼田園を造成して1977年4月開園した公園で、遊具はもちろん1978年6月開園した植物園、1979年5月開園したこども動物園、芝生の広場や釣り池、1973年開設の農業者トレーニングセンターや入浴施設などを備え持った公園施設である。休日はこども連れの親子などの来客でにぎわう。
また2009年（平成21年）の夏季には、さいたま市主催のさいたま市花火大会が当施設において行われた。

### 施設設備
- 芝生広場
- 花時計
- 遊具「宇宙ステーション」
- サイクルモノレール・バッテリーカー
- 釣堀

こども動物園
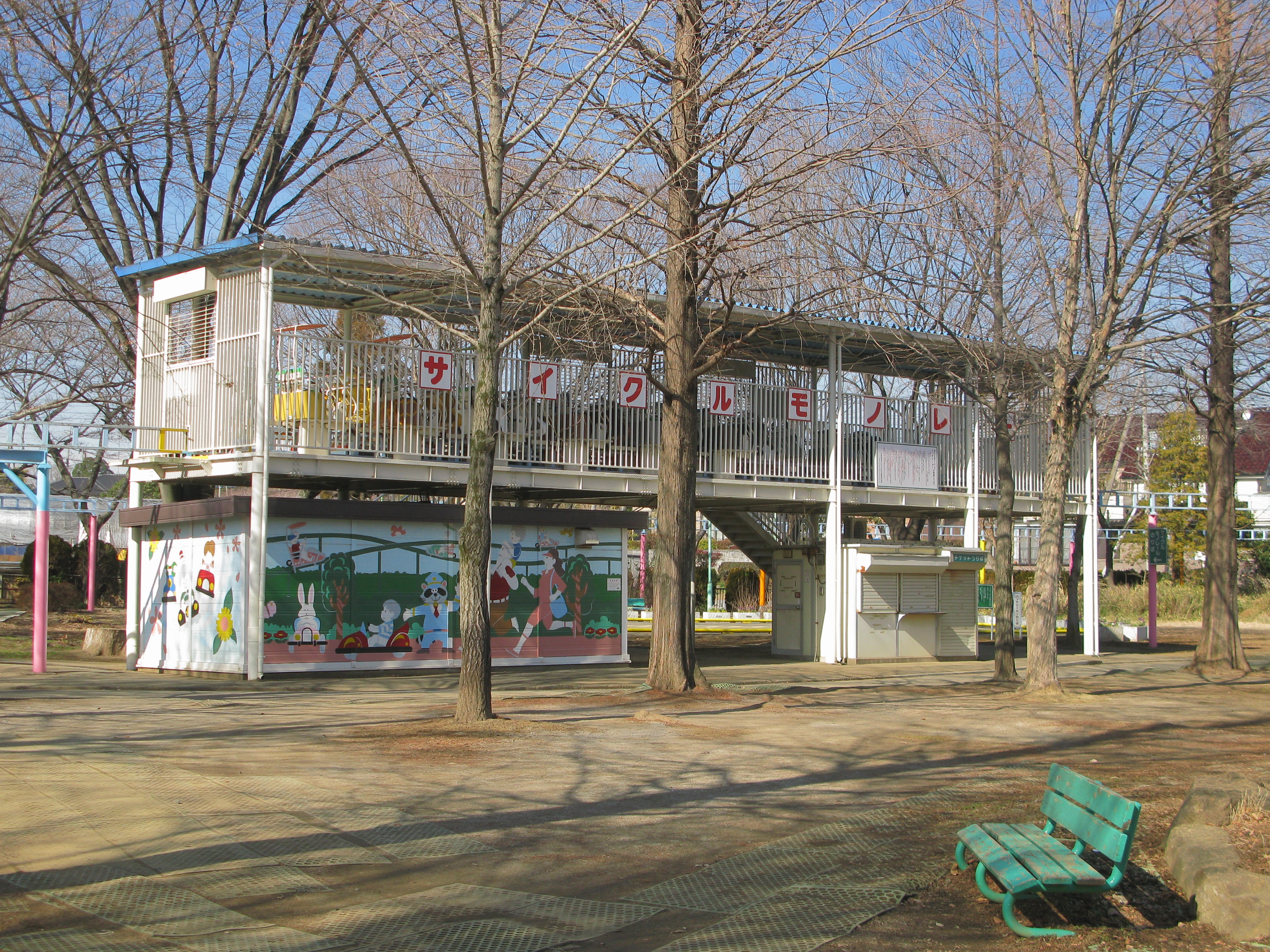
サイクルモノレール乗り場
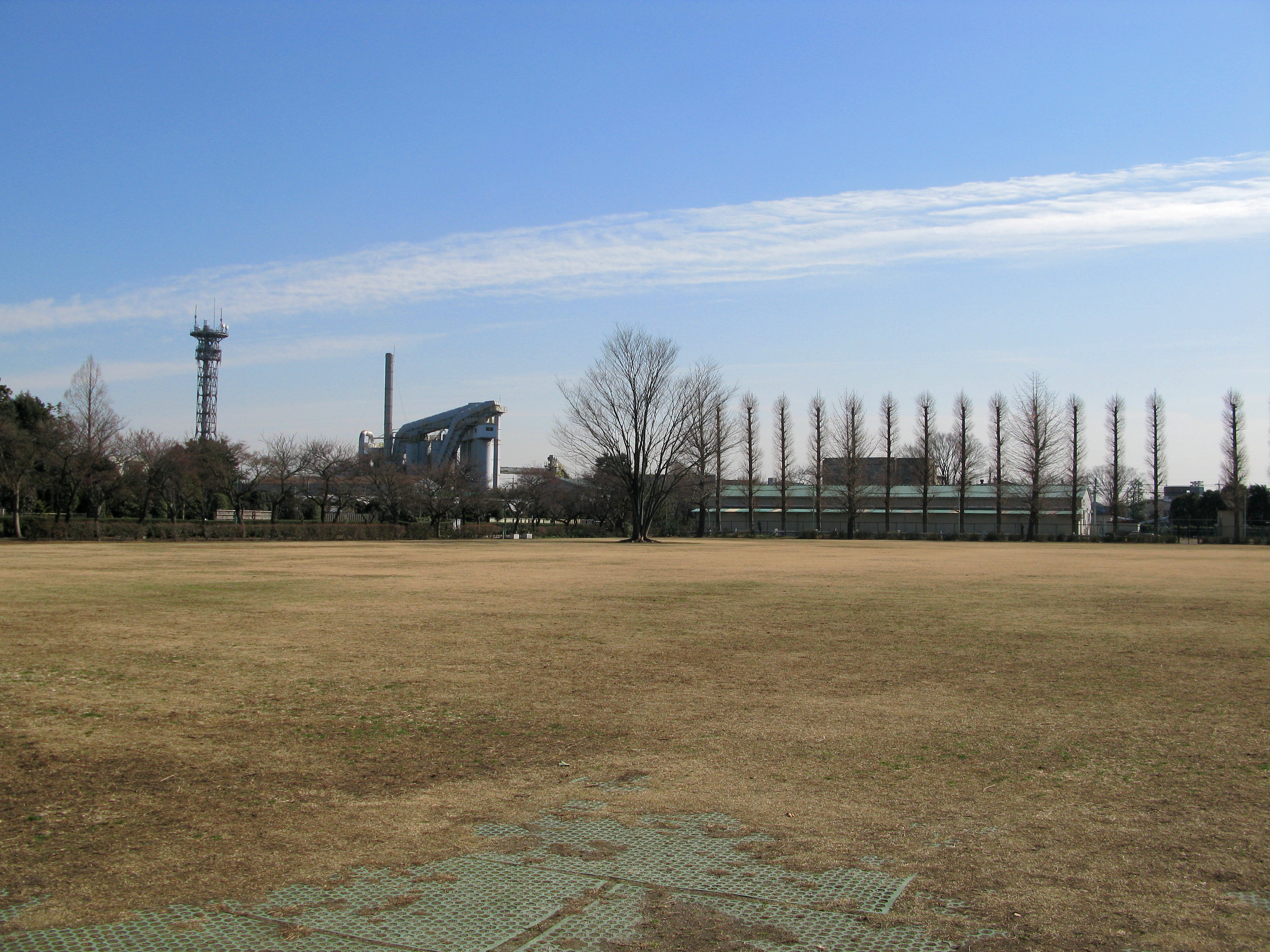
緑の広場
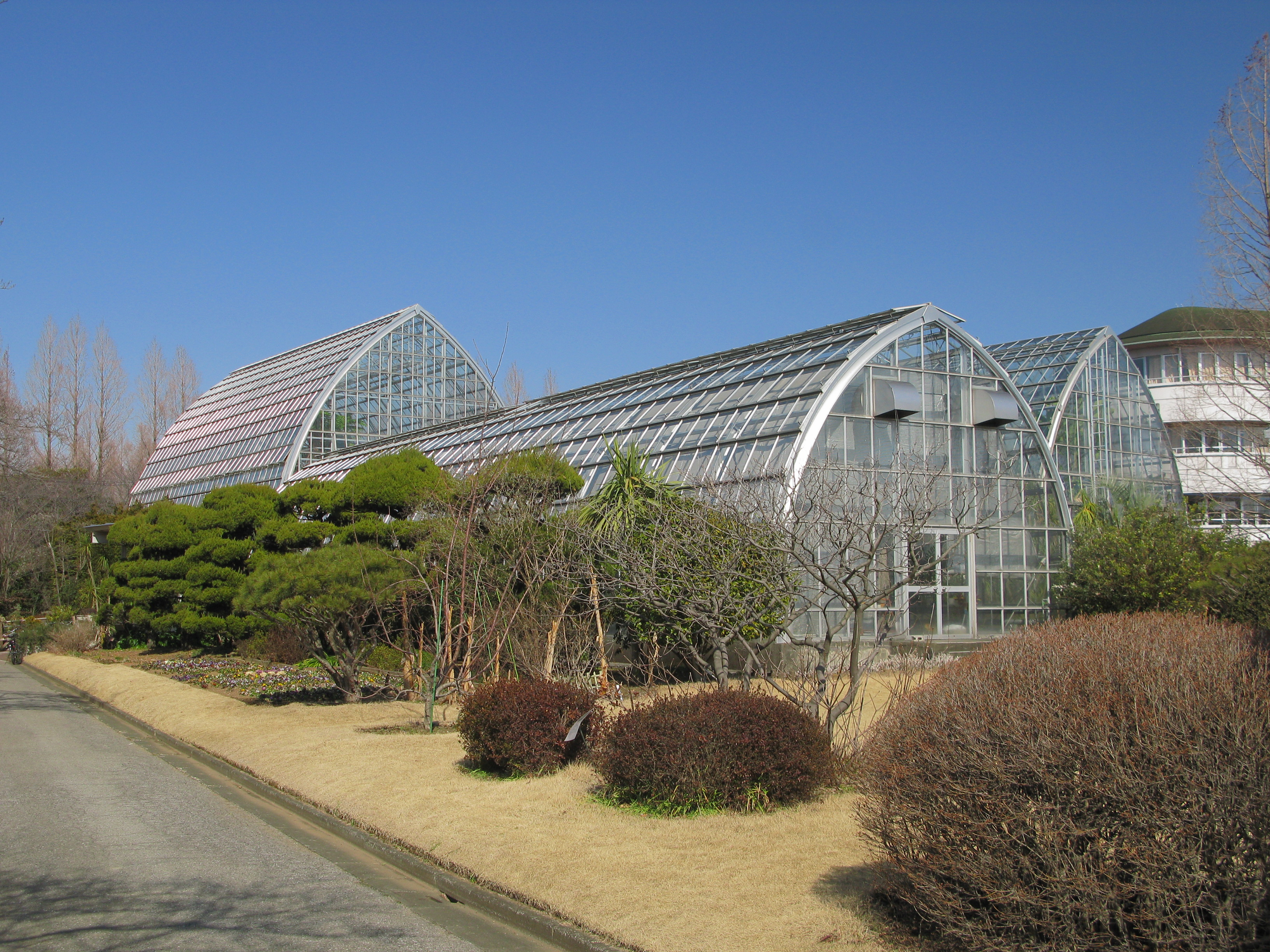
花き展示温室
  - 動物園管理棟
  - どうぶつ広場
- 園芸植物園
  - 花き展示温室
  - 花木園
  - 見本庭園
  - 生産温室（非公開）
  - 緑の相談所

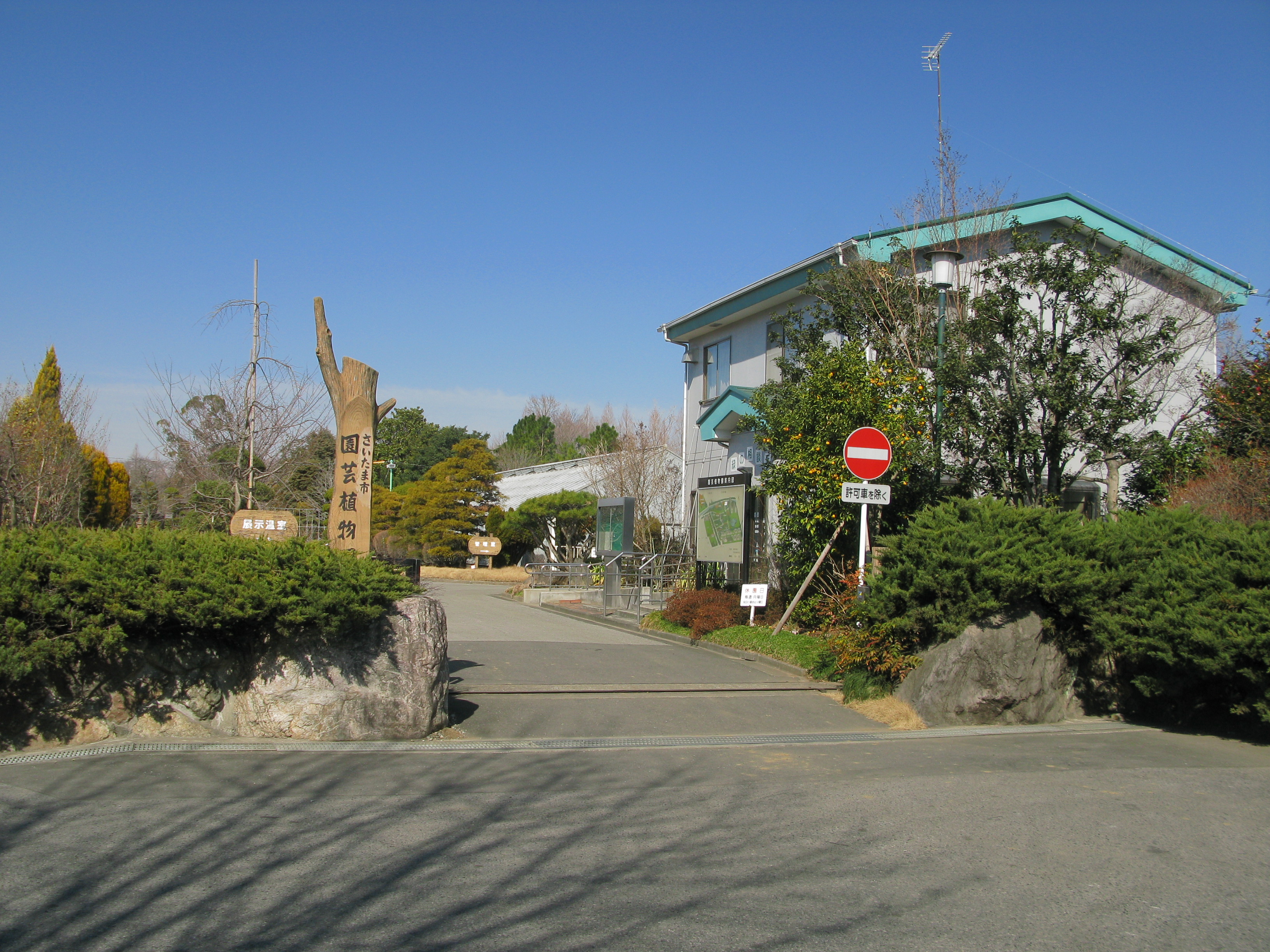
園芸植物園 入口

- さいたま市農業者トレーニングセンター
- さいたま市見沼ヘルシーランド（入浴施設）
- 緑の広場

- こども動物園 入口
- サイクルモノレール乗り場
- 緑の広場
- 花き展示温室

## 交通アクセス
- 鉄道
  - 埼玉高速鉄道浦和美園駅西口から1.6 km（徒歩25分程度）。
  - JR武蔵野線 東浦和駅から2.4 km（徒歩40分程度）。
- バス
  - 国際興業バス 浦和駅東口および浦和美園駅西口から「大崎園芸植物園」バス停下車 徒歩約3分。

## 周辺施設
- さいたま市浦和くらしの博物館民家園
- 埼玉県立浦和特別支援学校
- 緑のヘルシーロード
- さいたま市大崎むつみの里 - 障害者福祉センター
- クリーンセンター大崎（ごみ処理場） - 園芸植物園と見沼ヘルシーランドへの熱源を供給している
- 青山学院大学系属浦和ルーテル学院小学校・中学校・高等学校
- 浦和大学
- 真言宗 無量寺
- 浦和中央自動車教習所